# Dehnow-ye Gūdarz
Dehnow-ye Gūdarz (persiska: دِهنُوِ گودَرز, Dehnow-e Gūdarz, دهنو گودرز) är en ort i Iran.   Den ligger i provinsen Chahar Mahal och Bakhtiari, i den centrala delen av landet, 500 km söder om huvudstaden Teheran. Dehnow-ye Gūdarz ligger 2 092 meter över havet och antalet invånare är 200.
Terrängen runt Dehnow-ye Gūdarz är varierad. Runt Dehnow-ye Gūdarz är det ganska glesbefolkat, med 38 invånare per kvadratkilometer. Närmaste större samhälle är Dūleh Sīb-e Rīg, 3,6 km nordväst om Dehnow-ye Gūdarz. Omgivningarna runt Dehnow-ye Gūdarz är i huvudsak ett öppet busklandskap.